# Palatul Bánffy din Cluj-Napoca
Palatul Bánffy este un important edificiu baroc din Cluj-Napoca (Piața Unirii nr. 30), construit în secolul XVIII, operă a arhitectului german Johann Eberhard Blaumann. Găzduiește din 1951 Muzeul de Artă. 

## Istoric
Construit între 1774 și 1785 pe laturile unei curți rectangulare de către contele György Bánffy, este considerat a fi cea mai reprezentativă clădire în stilul baroc din Transilvania. Frontispiciul rococo are blazonul familiei Banffy și 6 statui ale unor personaje din mitologie (de la stânga spre dreapta): Hercule, Apollo, Marte, Minerva (Atena), Diana și Perseu.
Palatul a găzduit ca oaspeți pe împărații Francisc I și Franz Josef.
Datorită importanței sale, clădirea a fost inclusă pe listele de monumente istorice din 1992, 2004 și 2010, fiind considerată un monument arhitectural de importanță națională.

## Muzeul de Artă din Cluj-Napoca
Începând cu 1951, palatul adăpostește Muzeul de Artă din Cluj, cu un valoros patrimoniu de pictură, grafică și artă decorativă. Nucleul acestui patrimoniu este Colecția Virgil Cioflec, ce reunește opere ale artiștilor Nicolae Grigorescu, Ștefan Luchian, Dimitrie Paciurea, Theodor Pallady, Camil Ressu, Vasile Popescu ș.a. dispuse în peste 20 de încăperi. Expoziția de bază prezintă și lucrări ale unor artiști mai puțin cunoscuți din Transilvania secolelor XVIII-XIX, respectiv o importantă colecție din lucrări de mare valoare aparținând școlii de pictură din Baia Mare. 
Etajul clădirii unde se află Galeria Națională a fost închis în 1990 pentru lucrări de restaurare și redeschis în 1996. Muzeul de Artă Cluj-Napoca a fost nominalizat la premiul EMYA pentru muzeul european al anului 1997.

## Galerie de imagini

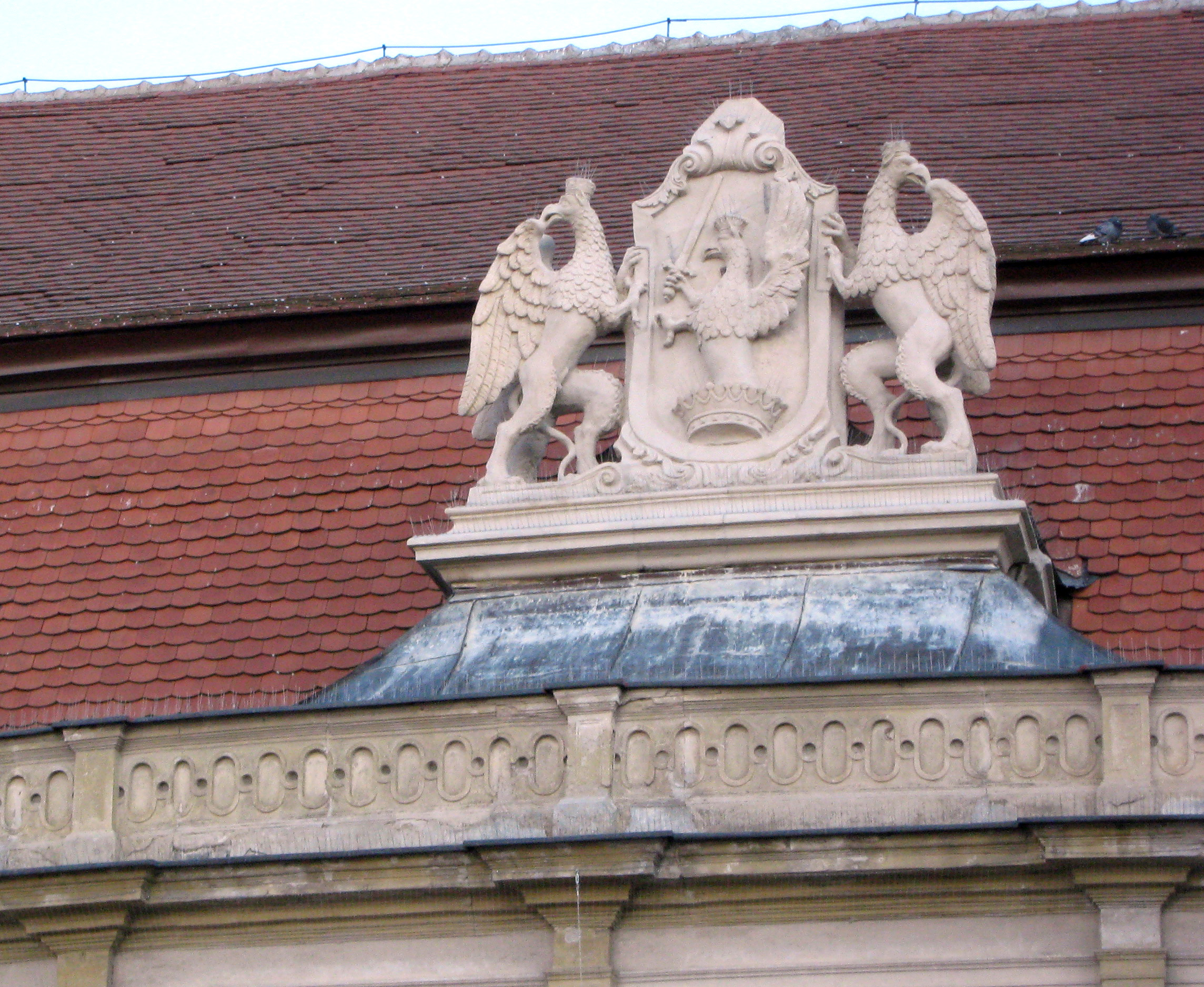
Blazonul familiei Bánffy (pe faţada de vest)
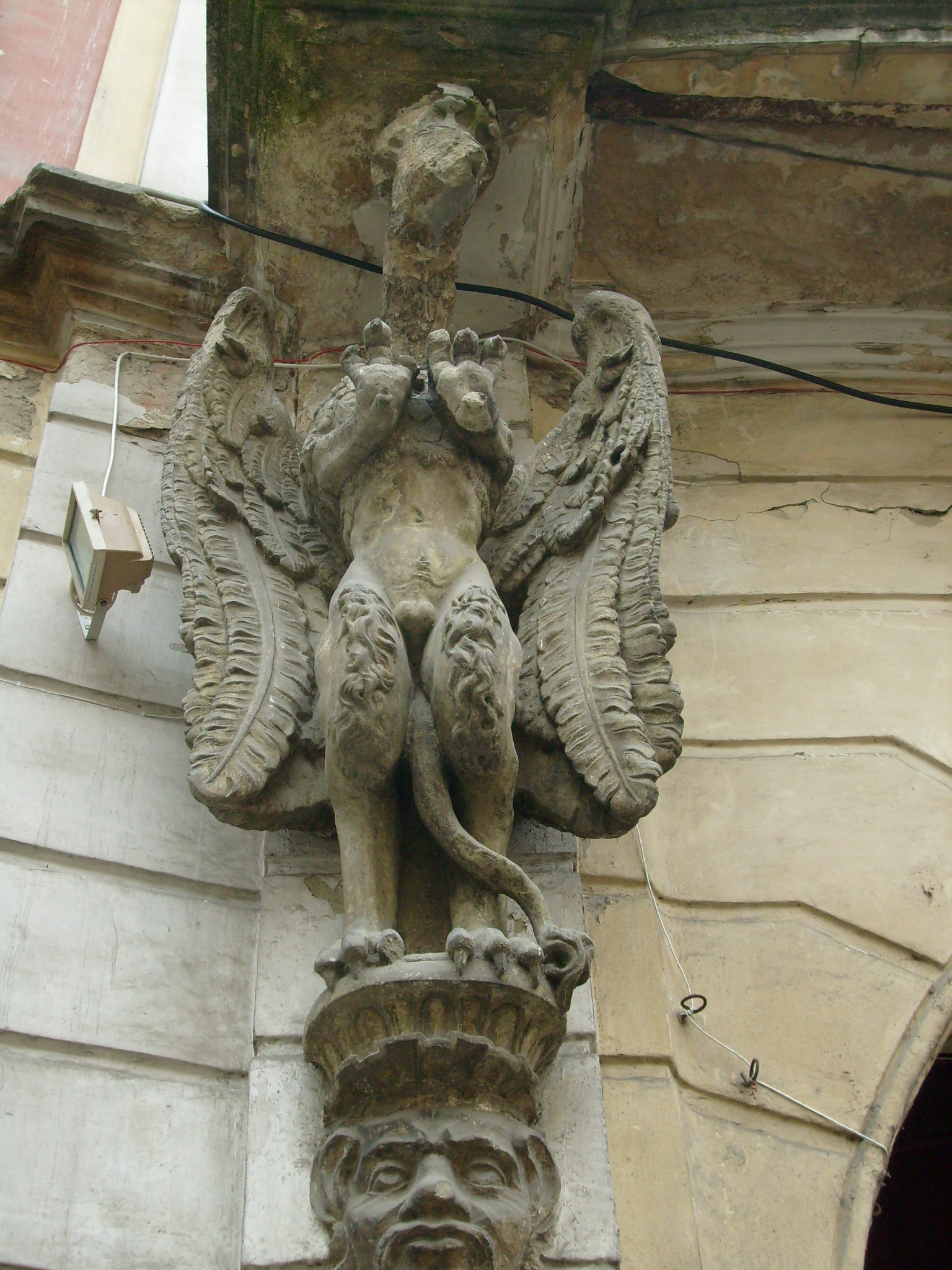
Grifon, faţada de est
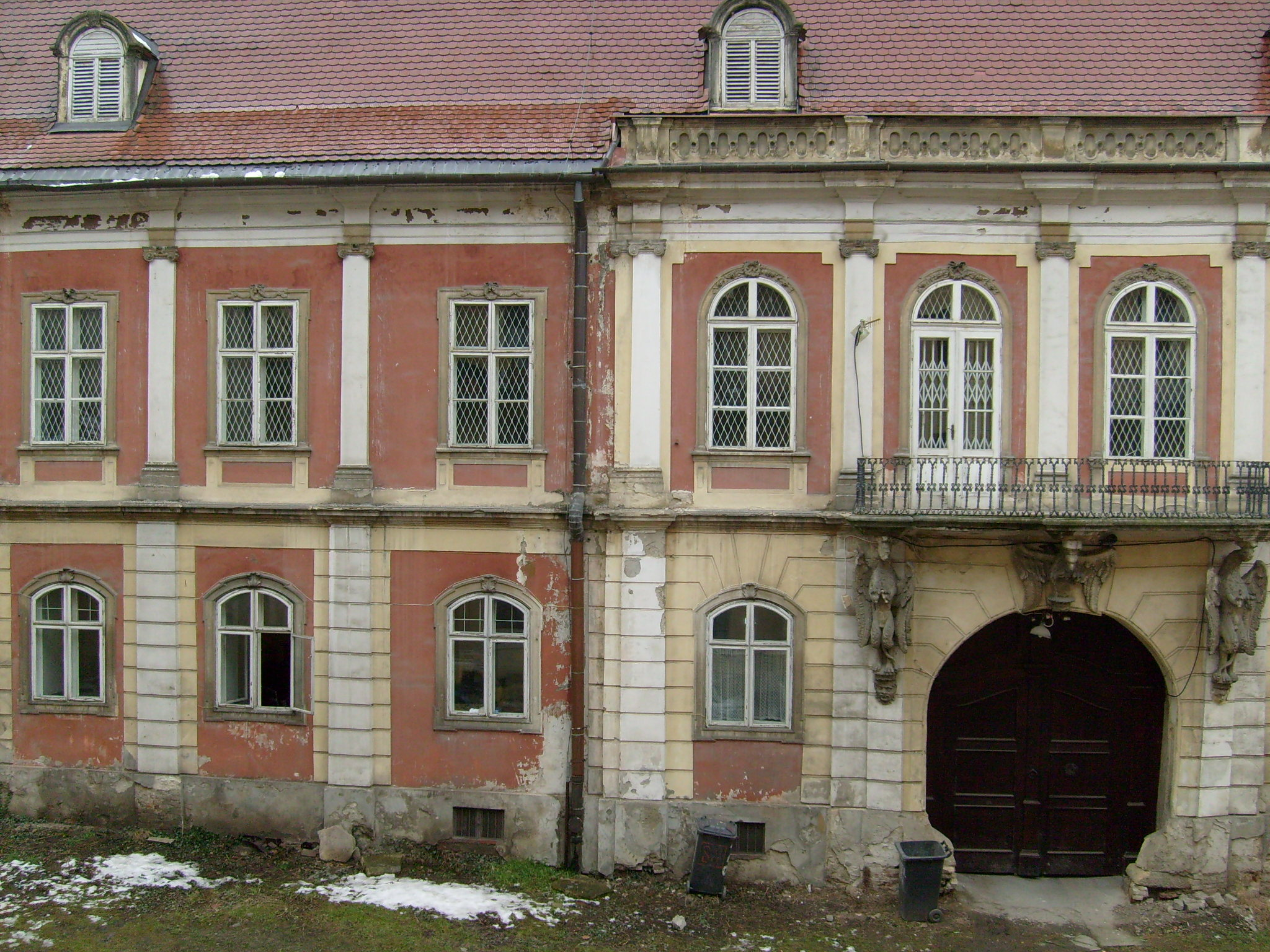
Faţada cu grifoni (faţada estică)
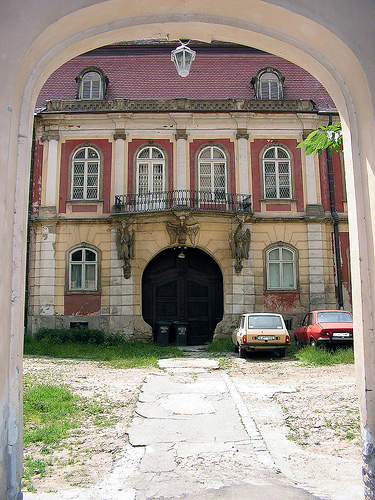
Vedere spre curte